# Miranda Lambert
Miranda Lambert (Longview, 10 novembre 1983) è una cantautrice statunitense di genere country. Artista più premiata nella storia degli Academy of Country Music Awards, con 37 vittorie, è considerata una delle artiste più influenti del panorama country contemporaneo.
Terza classificata nel programma televisivo Nashville Star nel 2003, è parte del gruppo country Pistol Annies, con Ashley Monroe e Angaleena Presley, con cui ha pubblicato quattro album. Come solista ha pubblicato dieci album in studio, con oltre 7 milioni di copie certificate negli Stati Uniti.
Durante la sua carriera da solista ha ricevuto ventuno candidature ai Grammy Awards, vincendone tre, ottenuto quattordici Country Music Association Awards ed è stata inserita tra le 100 persone più influenti al mondo secondo la rivista Time nel 2022.
Lambert è arrivata a collaborare con numerosi artisti, tra cui Jack Ingram e Jon Randall, con cui ha pubblicato un album collaborativo, l'ex marito Blake Shelton, Carrie Underwood, Keith Urban, Maren Morris, Elle King, John Fogerty e Willie Nelson.

## Biografia

### 2003-2008:Nashville Star, Kerosene e Crazy Ex- Girlfriend
Impostasi inizialmente all'attenzione del pubblico come terza finalista dell'edizione 2003 del reality show Nashville Star sulla rete NBC, poco tempo dopo ottenne un contratto con la Epic Records nel settembre dello stesso anno.
Dopo il rilascio del singolo "Me and Charlie Talking" , nel 2004 pubblicò il suo primo album, Kerosene, che giunse al primo posto della classifica country statunitense e divenne disco di platino negli Stati Uniti. Il singolo omonimo riscuote il maggior successo, ottenendo la certificazione di platino e ricevendo una nomina ai Grammy Awards del 2006 come Best Female Country Vocal Performance. Dallo stesso anno inizia un tour insieme a Keith Urban e George Strait.
Il secondo album, Crazy Ex-Girlfriend, viene rilasciato il 9 maggio del 2007 e comprende undici tracce, di cui nove scritte dalla Lambert, con la partecipazione di Gillian Welch, Patty Griffin e Carlene Carter. L'album entra nella top10 della Billboard 200 e raggiunge la prima posizione della classifica country, vendendo più di 1,5milioni di copie. Dall'album vengono estratti i singoli "Gunpowder & Lead", "Famous in a Small Town" e "More Like Her", vendendo complessivamente 3.000 unità.  L'album vince nella categoria Album of the Year agli ACM Awards mentre "Famous in a Small Town" le fa ottenere la seconda nomination ai Grammy Awards come Best Female Country Vocal Performance. Nel 2007 è in tour con Dierks Bentley e Toby Keith.

### 2009–2011:Revolution

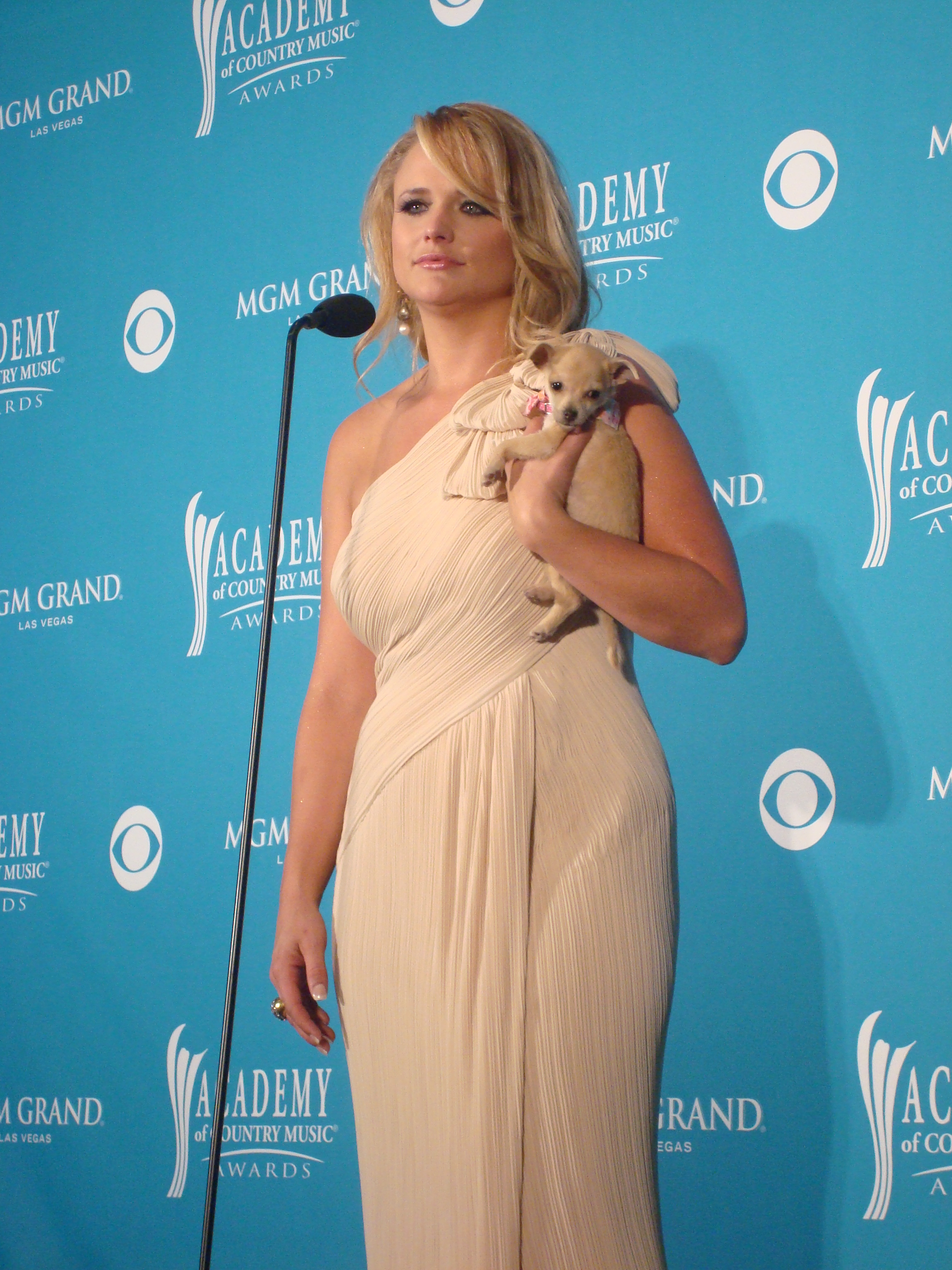
Miranda Lambert agli Academy of Country Music Awards del 2010

Lambert ha pubblicato il suo terzo album, Revolution, il 29 settembre 2009. Ha co-scritto 11 dei 15 brani dell'album includendo anche testi scritti da Dave Haywood e Charles Kelley e Blake Shelton. Ha riscosso recensioni positive dalla critica, ricevendo 85 punti su 100 da Metacritic. La rivista Rolling Stone commenta ritenendo che "Lambert rimane l'atto più rinfrescante del paese, e non solo perché fa sembrare le armi da fuoco come una questione di fatto accessorio femminile", mentre Entertainment Weekly scrive "Ha trovato sfumature stilistiche di cantautori due volte la sua età" e l'album è "un ritratto di un artista in pieno possesso dei suoi poteri, e il miglior album mainstream-country di quest'anno". L'album debutta alla prima posizione della classifica country, entra nella top10 della Billboard 200 e alla quinta posizione della classifica country in Regno Unito. La RIAA certifica l'album doppio platino con 2milioni di copie vendute.
"Dead Flowers" è il primo singolo estratto il 5 aprile 2009 e riceve una nomination ai Grammy Awards del 2010 come Best Female Country Vocal Performance."White Liar", rilasciato il 17 agosto 2009, è diventato il primo successo della Lambert, raggiungendo la seconda posizione nella classifica Billboard Hot Country Songs, vendendo 1,2 milioni di copie. "The House That Built Me", terzo singolo dell'album, è stato rilasciato l'8 marzo 2010, ed è diventato il numero 1 nella classifica delle Hot Country Songs degli Stati Uniti, rimanendoci per quattro settimane, e ha ricevuto la certificazione di doppio platino dalla RIAA.  Successivamente vengono estratti "Only Prettier" e "Heart Like Mine", quest ultimo raggiunge la prima posizione della classifica country statunitense e seconda di quella Canadese. Entrambi vengono certificati oro negli Stati Uniti.
Nel 2010 ottiene nove nomination ai CMA Award, vincendo Album of the Year e il Female Vocalist of the Year. Agli ACM Awards Revolution è riconosciuto come Album of the Year, e riceve tre nomination ai Grammy Awards del 2011, tra cui Best Country Album. "The House That Built Me" le fa ottenere il primo Grammy come Best Female Country Vocal Performance, e vincere il Single Record of the Year, Song of the Year e Video of the Year ai ACM Awards del 2011.

### 2011–2013:Four the Recorde le Pistol Annies

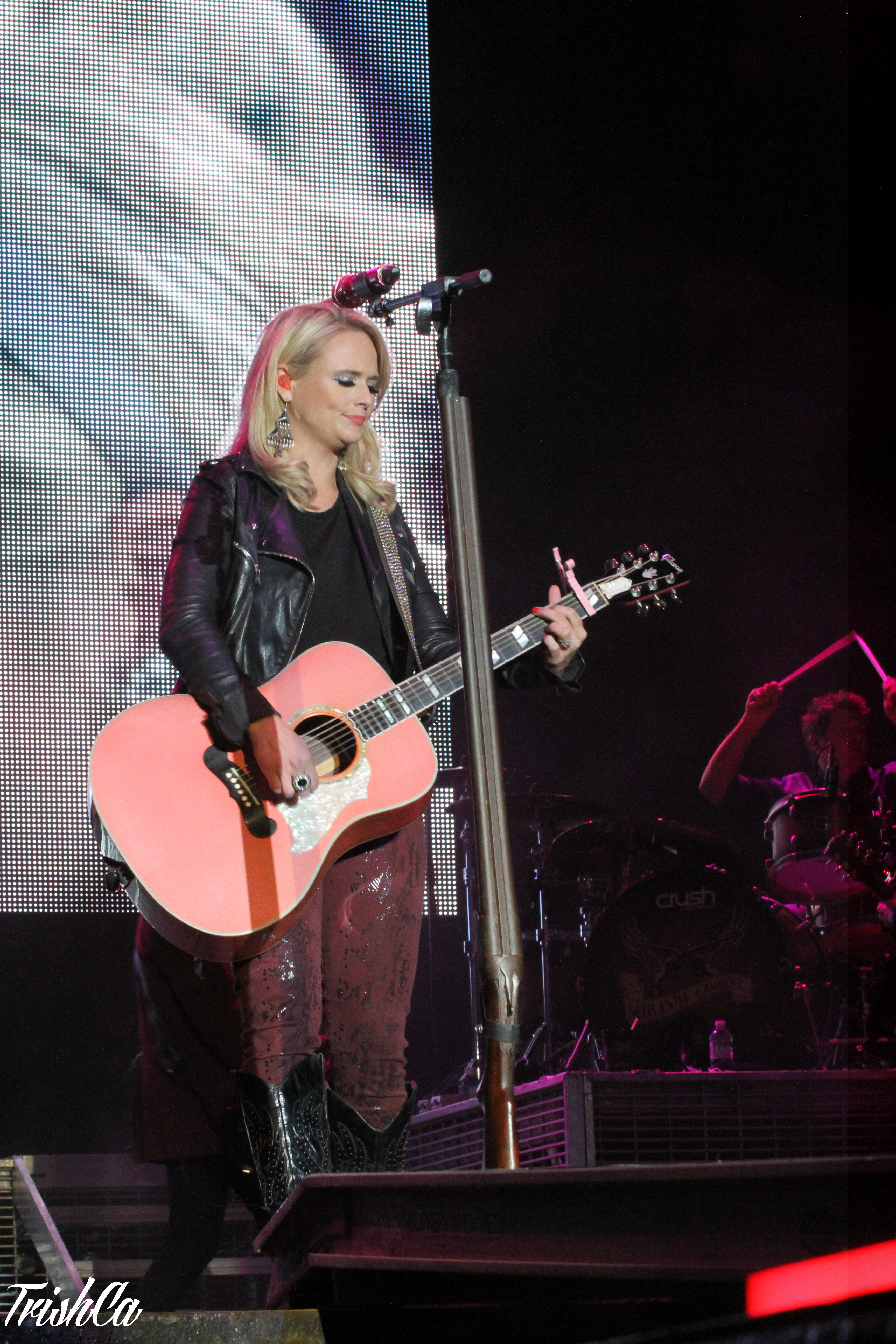
Lambert ai Boots & Hearts 2013

Il 4 aprile 2011, durante la registrazione dello speciale televisivo "Girls' Night Out" dell'Academy of Country Music di Las Vegas, Lambert ha annunciato il suo nuovo progetto, il gruppo femminile Pistol Annies, con Ashley Monroe e Angaleena Presley. Hanno pubblicato il loro singolo, "Hell on Heels", nel maggio 2011, e pubblicato il loro album omonimo al singolo il 23 agosto 2011, che ha debuttato alla prima posizione nella country chart di Billboard.
Il primo novembre del 2011 rilascia Four the Record, quarto album da solista della cantautrice con la casa discografica RCA Nashville. L'album debutta alla prima posizione della classifica country e terza della classifica generale statunitense. Entra nelle classifiche country, rispettivamente alla 11 e 12 posizione, in Australia e Canada, mentre alla quinta posizione nel Regno Unito. Ottiene una nomination come Best Country Album ai Grammy Awards e vince l'Album of the Year agli ACM Awards.
L'album ha prodotto cinque singoli: "Baggage Claim", "Fastest Girl" in Town" e "All Kinds of Kinds". "Over You", che i coniugi Lambert e Blake Shelton hanno scritto insieme, ha raggiunto il numero 1 della classifica country statunitense e canadese all'inizio del 2012. Vende oltre un milione di copie e vince il Song of the Year sia ai CMT Awards che agli ACM Awards del 2013. "Mama's Broken Heart", scritto con Brandy Clark, Shane McAnally e Kacey Musgraves, è stato nominato ai Grammy Awards come Best Country Solo Performance e venduto 2milioni di copie.
Alla fine del 2012, Lambert è apparsa sull'album di Natale di Shelton, Cheers, It's Christmas, a cui ha contribuito vocalmente alla versione di "Jingle Bell Rock". Con Dierks Bentley ha annunciato 33 date per il Locked & Reloaded Tour, a partire dal 17 gennaio 2013. Collabora inoltre nel brano "We Were Us" con Keith Urban.
Il 7 maggio 2013 è stato pubblicato un secondo album dei Pistol Annies, "Annie Up", che arriva alla seconda posizione delle classifiche country di Stati Uniti e Regno Unito.Viene estratto il singolo "Hush Hush Hush".

### 2014–2018:Platinum,The Weight of These Wings e Interstate Gospel

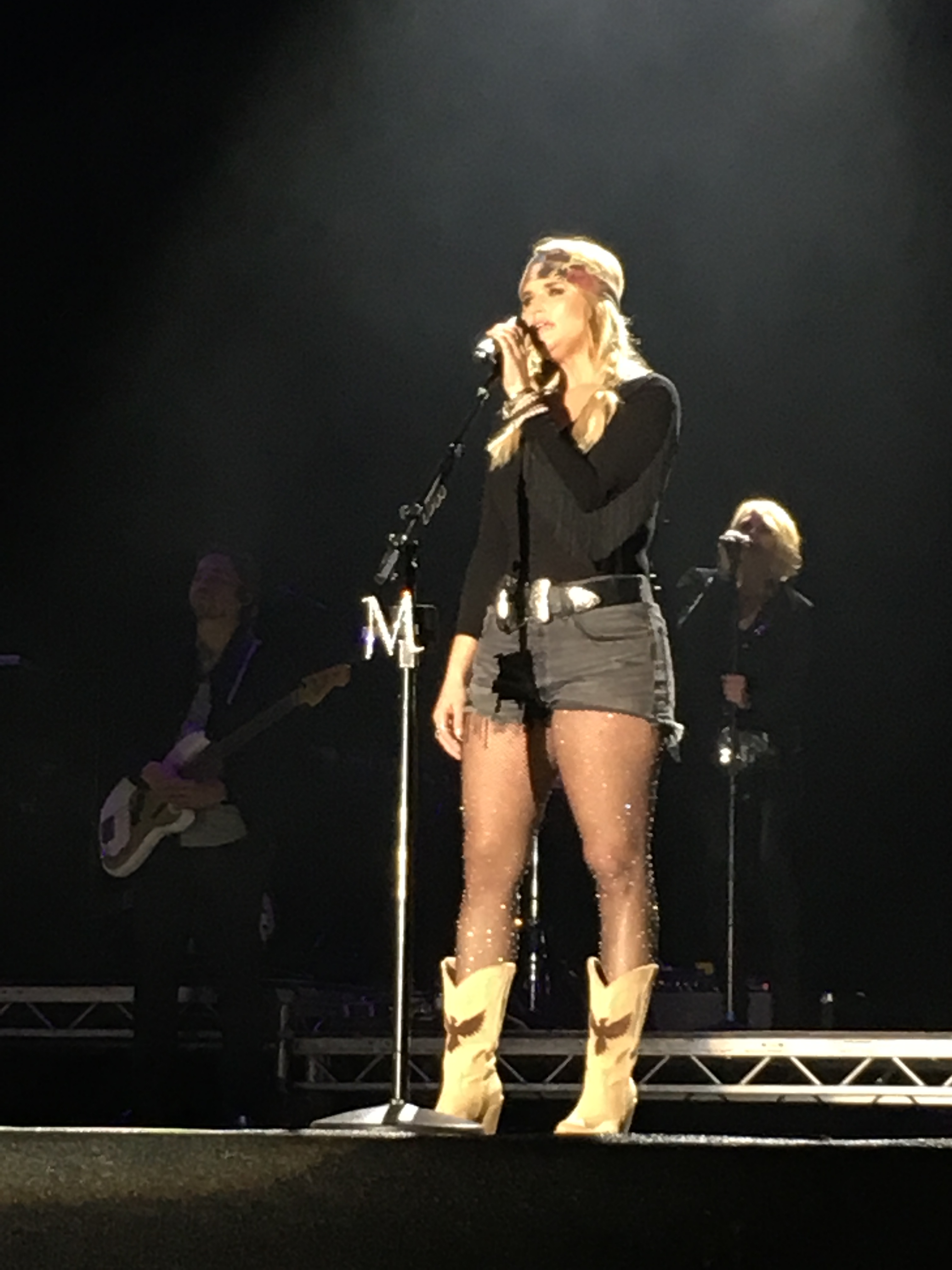
Miranda Lambert in una performance durante l'Harvest Festival nel 2017

Il singolo "Automatic" viene rilasciato nel febbraio del 2014 che precede l'album Platinum, pubblicato il 3 giugno dello stesso anno. Ha debuttato al numero uno sia nella classifica Billboard 200 che nella Top Country Album, vendendo 180 000 copie negli Stati Uniti, che è stata la più alta vendita in una settimana nella carriera della Lambert. È stato il primo album a debuttare alla prima posizione e fa diventare la cantante il primo artista ad ottenere i primi cinque album alla prima posizione nella classifica country statunitense. Ha debuttato inoltre alla prima posizione della classifica country Canadese, alla seconda di quella del Regno Unito e nella Top10 australiana.
Metacritic ha dato un punteggio di 86/100 mentre il The New York Times lo descirve come "vivace, intelligente e chiassoso", mostrando che Lambert era finalmente diventata "una radicale sofisticata, una femminista country ironica e un'artista che imparava a sperimentare ampiamente". Ai CMA Awards 2014, ha vinto nella categoria Album of the Year e ha anche guadagnato il premio Best Country Album ai Grammy Awards del 2015.
Il secondo singolo dell'album, "Somethin' Bad", è un duetto con Carrie Underwood ed è stato presentato al Billboard Music Award il 18 maggio del 2014. Il brano vende un milione di copie e riceve una nomination come Best Country Duo/Group Performance, mentre "Automatic" riceve due nominations Best Country Duo/Group Performance e Best Country Duo/Group Performance ai Grammy Awards del 2015. Successivamente vengono estratti  "Little Red Wagon" e "Smokin' and Drinkin'".
Il 18 luglio 2016, Lambert ha rilasciato "Vice", scritta da Lambert, Shane McAnally e Josh Osborne. Il 18 novembre 2016 pubblica l'album  The Weight of These Wings, che diventa il sesto album a raggiungere la prima posizione della classifica country statunitense, mentre entra nella Top5 delle classifiche di Regno Unito, Australia e Nuova Zelanda. È stata selezionata tra i 30 artisti da esibirsi su Forever Country, un mash-up track di "Take Me Home, Country Roads", "On the Road Again" e "I Will Always Love You" che celebra i 50 anni dei CMA Awards avvenuto nel 2016.
Successivamente rilascia "We Should Be Friends" mentre ai Grammy Awards del 2017,"Vice", viene nominato come Best Country Song e Best Country Solo Performance. Il 3 aprile del 2017 esce il brano "Tin Man" che vince il premio Song of the Year agli ACM Awards e viene nominato come Best Country Song e Best Country Solo Performance ai Grammy Awards del 2018. Collabora inoltre nel brano "Ordinary World " con i Green Day nella compilation God's Favorite Band.
L'Highway Vagabond Tour è iniziato il 24 gennaio 2017. Questi saranno i primi spettacoli dal vivo di Lambert da quando è stata messa a riposo vocale obbligatorio ed è stata costretta ad annullare il suo Keeper of the Flame Tour nel 2016. Questo tour comprenderà gli Stati Uniti, il Canada e sarà il suo primo concerto solista in Europa, includendo Inghilterra, Irlanda, Scozia e Paesi Bassi.
Le Pistol Annies pubblicarono il loro terzo album in studio Interstate Gospel il 2 novembre 2018, che successivamente raggiunse il numero 1 della Billboard Country Albums Chart e del Regno Unito. Collabora inoltre al brano "Drowns the Whiskey", tratto dall'ottavo album "Rearview Town" di Jason Aldean.

### 2019-presente:Wildcard, Palominoe album collaborativi

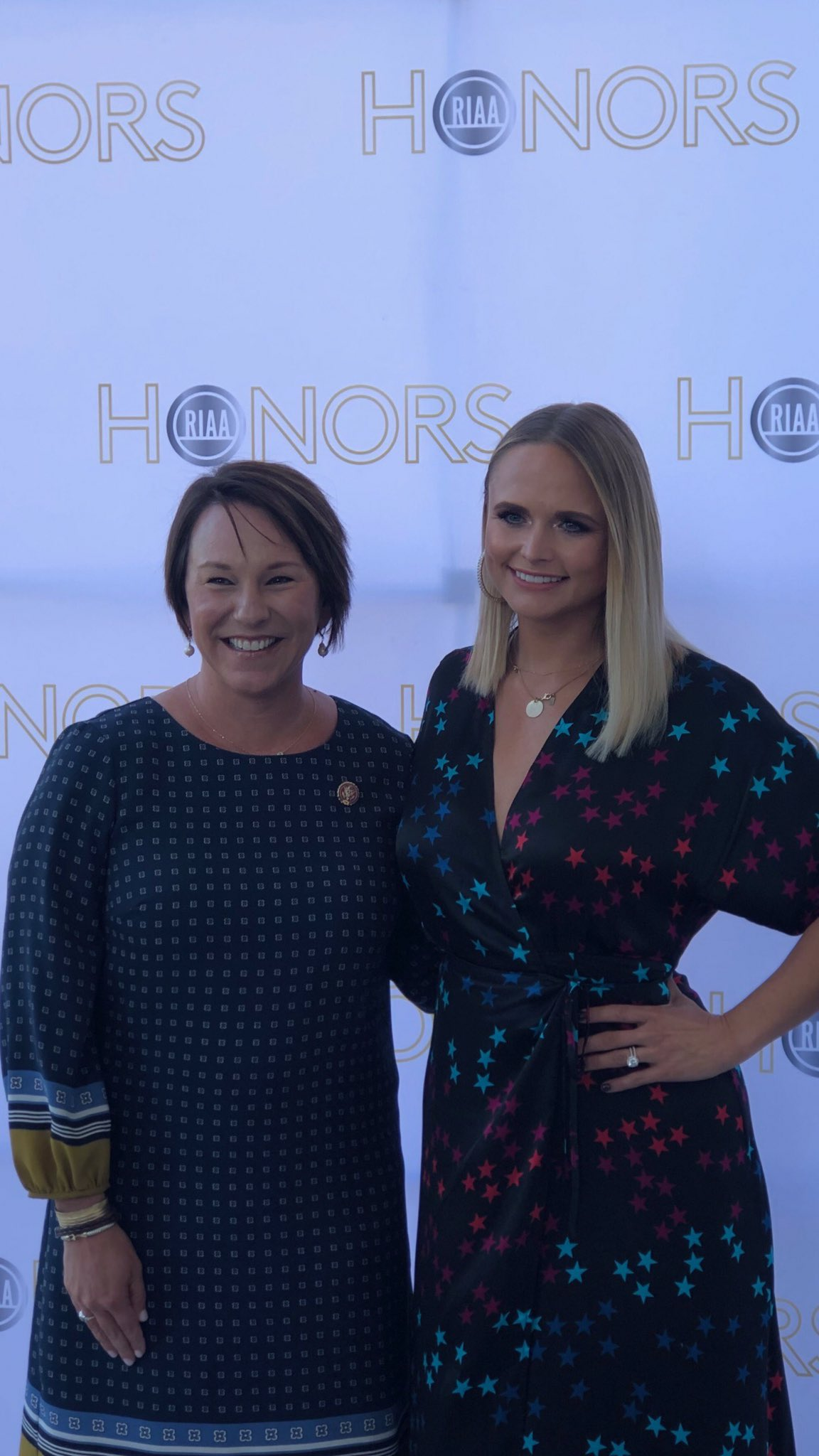
Lambert e Martha Roby ai RIAA Honors del 2019

Il 18 luglio 2019 rilascia il singolo "It All Comes Out in the Wash" come anticipazione del suo settimo anno in studio previsto per lo stesso anno. Il brano viene co-scritto da Hillary Lindsey, Lori McKenna e prodotto da Jay Joyce, e raggiunge la posizione 28 della US Hot Country Songs. Viene anche rilasciato il brano "Locomotive", già cantato ai  CMA Music Festival di giugno, seguito poi da altri due estratti "Mess with My Head" e "Bluebird".
Lambert annuncia che il suo settimo album in studio Wildcard verrà pubblicato il primo novembre 2019. Sarà il primo progetto musicale in collaborazione con Jay Joyce, produttore che ha lavorato con i Little Big Town, Keith Urban, Faith Hill e Carrie Underwood, e vede la partecipazione di Natalie Hemby, Maren Morris, Ashley Monroe e Brent Cobb. L'album debutta alla quarta posizione della Billboard 200 con 53 000 copie vendute, raggiungendo inoltre la prima posizione della UK Country Albums e in Australia la seconda della classifica country e 19 di quella generale. Annuncia inoltre un tour di 27 date tra Canada e Stati Uniti nel 2020.
Nel marzo 2021 annuncia la pubblicazione di un album collaborativo con Jon Randall e Jack Ingram. Intitolato The Marfa Tapes, il progetto è stato pubblicato il 7 maggio 2021 e si compone di quindici brani scritti e composti dai tre artisti a partire dal 2015. Nello stesso periodo Lambert annuncia di essere in studio con la sua band, Pistol Annies, per un futuro progetto. Il 22 ottobre 2021 pubblicano l'album di musica natalizia Hell of a Holiday.
Lambert collabora con Elle King nel brano Drunk (And I Don't Wanna Go Home). Il 15 ottobre 2021 ha pubblicato il singolo principale del suo prossimo album in studio da solista, If I Was A Cowboy, riscuotendo un discreto successo nella classifica dei singoli country, raggiungendo finora la top 20 sia della Country Airplay Chart che della Hot Country Songs Chart. Il 30 dicembre 2021, Lambert ha pubblicato Y'all Means All a sostegno della comunità LGBT, utilizzata nel trailer della sesta stagione di Queer Eye.
La Lambert ha pubblicato un teaser per una nuova canzone intitolata Strange prima degli Academy of Country Music Awards, che si sono tenuti il 7 marzo 2022 a Las Vegas. Lambert è stata nominata per 5 premi, segnando il suo record di 16 nomination per la categoria Female Vocalist of the Year, vincendo nel corso della cerimonia il premio al video dell'anno per Drunk (And I Don't Wanna Go Home), nonché il primo premio della serata, intrattenitore dell'anno, per la prima volta nella sua carriera. Questo porta il suo totale di ACM Awards vinti a 37, il più alto numero di tutti i tempi, rendendola eleggibile per il raro e ambito Triple Crown Award.
Il 29 aprile 2022 Lambert pubblica il nono album in studio intitolato Palomino, esordendo al quarto posto della Billboard 200 statunitense con 36 000 unità equivalenti all'album, diventando il debutto più alto del 2022 per un artista country ed il settimo album della Lambert nella top 10 della classifica.

## Vita privata
Nel 2011 ha sposato il cantante Blake Shelton. Il 20 luglio 2015 annunciano il divorzio.
Dal dicembre del 2015 all'aprile del 2018 frequenta il cantante R&B Anderson East, con il quale ha collabora nei suoi progetti musicali.
Dopo un breve flirt con Turnpike Troubadours, il 16 febbraio del 2019 annuncia sui social network di aver sposato un ufficiale di polizia di New York, Brendan Mcloughlin.
Nel 2016, la Lambert ha acquistato, per 3.4milioni di dollari, un terreno di più di 400 acri, con annesse tre residenze nel Tennessee. È inoltre proprietaria di una residenza a Nashville. Si stima abbia un patrimonio di quasi 50milioni di dollari.

## Filantropia
Nel 2009, Lambert ha aperto la MuttNation Foundation, con sua madre, Bev. L'organizzazione si concentra sul salvataggio di animali e realizzazione di rifugi per essi. Nel 2017, in seguito alla devastazione dell'uragano Harvey, MuttNation ha salvato decine di animali come parte del suo obiettivo di emergenza in disastri naturali.

## Discografia
- 2005 – Kerosene
- 2007 – Crazy Ex-Girlfriend
- 2009 – Revolution
- 2011 – Four the Record
- 2014 – Platinum
- 2016 – The Weight of These Wings
- 2019 – Wildcard
- 2021 – The Marfa Tapes (con Jack Ingram e Jon Randall)
- 2022 – Palomino
- 2024 - Postcards from Texas

### Con le Pistol Annies
- 2011 – Hell on Heels
- 2013 – Annie Up
- 2018 – Interstate Gospel
- 2021 – Hell of a Holiday

## Filmografia
- Law & Order - Unità vittime speciali (Law & Order: Special Victims Unit) – serie TV, episodio 13x13 (2012)

## Riconoscimenti

### Academy of Country Music
| Anno | Premio                          | Nomination                                             | Risultato       |
| ---- | ------------------------------- | ------------------------------------------------------ | --------------- |
| 2007 | Top New Female Vocalist         | Miranda Lambert                                        | Vincitore/trice |
| 2007 | Female Vocalist of the Year     | Miranda Lambert                                        | Candidato/a     |
| 2008 | Top Female Vocalist             | Miranda Lambert                                        | Candidato/a     |
| 2008 | Album of the Year               | Crazy Ex-Girlfriend                                    | Vincitore/trice |
| 2008 | Single Record of the Year       | "Famous in a Small Town"                               | Candidato/a     |
| 2009 | Top Female Vocalist             | Miranda Lambert                                        | Candidato/a     |
| 2009 | Single Record of the Year       | "Gunpowder & Lead"                                     | Candidato/a     |
| 2010 | Top Female Vocalist of the Year | Miranda Lambert                                        | Vincitore/trice |
| 2010 | Album of the Year               | Revolution                                             | Vincitore/trice |
| 2010 | Single Record of the Year       | "White Liar"                                           | Candidato/a     |
| 2010 | Song of the Year                | "White Liar"                                           | Candidato/a     |
| 2010 | Video of the Year               | "White Liar"                                           | Vincitore/trice |
| 2011 | Entertainer of the Year         | Miranda Lambert                                        | Candidato/a     |
| 2011 | Top Female Vocalist of the Year | Miranda Lambert                                        | Vincitore/trice |
| 2011 | Single Record of the Year       | "The House That Built Me"                              | Vincitore/trice |
| 2011 | Song of the Year                | "The House That Built Me"                              | Vincitore/trice |
| 2011 | Video of the Year               | "The House That Built Me"                              | Vincitore/trice |
| 2011 | Video of the Year               | "Only Prettier"                                        | Candidato/a     |
| 2012 | Female Vocalist of the Year     | Miranda Lambert                                        | Vincitore/trice |
| 2012 | Album of the Year               | Four the Record                                        | Vincitore/trice |
| 2013 | Female Vocalist of the Year     | Miranda Lambert                                        | Vincitore/trice |
| 2013 | Entertainer of the Year         | Miranda Lambert                                        | Candidato/a     |
| 2013 | Single of the Year              | "Over You"                                             | Vincitore/trice |
| 2013 | Song of the Year                | "Over You" (performer)                                 | Vincitore/trice |
| 2013 | Song of the Year                | "Over You" (compositore)                               | Vincitore/trice |
| 2014 | Entertainer of the Year         | Miranda Lambert                                        | Candidato/a     |
| 2014 | Female Vocalist of the Year     | Miranda Lambert                                        | Vincitore/trice |
| 2014 | Single of the Year              | "Mama's Broken Heart"                                  | Vincitore/trice |
| 2014 | Song of the Year                | "Mama's Broken Heart"                                  | Candidato/a     |
| 2014 | Video of the Year               | "Mama's Broken Heart"                                  | Candidato/a     |
| 2014 | Vocal Event of the Year         | "We Were Us" (con Keith Urban)                         | Vincitore/trice |
| 2014 | Vocal Event of the Year         | "Boys 'Round Here" (con Blake Shelton e Pistol Annies) | Candidato/a     |
| 2015 | Entertainer of the Year         | Miranda Lambert                                        | Candidato/a     |
| 2015 | Female Vocalist of the Year     | Miranda Lambert                                        | Vincitore/trice |
| 2015 | Album of the Year               | Platinum                                               | Vincitore/trice |
| 2015 | Single of the Year              | "Automatic"                                            | Candidato/a     |
| 2015 | Song of the Year                | "Automatic"                                            | Vincitore/trice |
| 2015 | Video of the Year               | "Somethin' Bad" (con Carrie Underwood)                 | Candidato/a     |
| 2015 | Vocal Event of the Year         | "Somethin' Bad" (con Carrie Underwood)                 | Candidato/a     |
| 2016 | Female Vocalist of the Year     | Miranda Lambert                                        | Vincitore/trice |
| 2016 | Entertainer of the Year         | Miranda Lambert                                        | Candidato/a     |
| 2016 | Vocal Event of the Year         | "Smokin' and Drinkin'" (con Little Big Town)           | Vincitore/trice |
| 2017 | Female Vocalist of the Year     | Miranda Lambert                                        | Vincitore/trice |
| 2017 | Album of the Year               | The Weight of These Wings                              | Vincitore/trice |
| 2017 | Single Record of the Year       | "Vice"                                                 | Candidato/a     |
| 2017 | Song of the Year                | "Vice"                                                 | Candidato/a     |
| 2017 | Video of the Year               | "Vice"                                                 | Candidato/a     |
| 2018 | Female Vocalist of the Year     | Miranda Lambert                                        | Vincitore/trice |
| 2018 | Song of the Year                | "Tin Man"                                              | Vincitore/trice |
| 2018 | Video of the Year               | "We Should Be Friends"                                 | Candidato/a     |
| 2019 | Female Vocalist of the Year     | Miranda Lambert                                        | Candidato/a     |
| 2019 | Music Event of the Year         | "Drowns the Whiskey" (con Jason Aldean)                | Candidato/a     |

### American Music Awards
| Anno | Premio                           | Nomination      | Risultato   |
| ---- | -------------------------------- | --------------- | ----------- |
| 2010 | Favorite Female Artist – Country | Miranda Lambert | Candidato/a |
| 2011 | Favorite Female Artist – Country | Miranda Lambert | Candidato/a |
| 2012 | Favorite Female Artist – Country | Miranda Lambert | Candidato/a |
| 2013 | Favorite Female Artist – Country | Miranda Lambert | Candidato/a |
| 2014 | Favorite Female Artist – Country | Miranda Lambert | Candidato/a |
| 2015 | Favorite Female Artist – Country | Miranda Lambert | Candidato/a |
| 2017 | Favorite Female Artist – Country | Miranda Lambert | Candidato/a |

### Billboard Music Awards
| Anno | Premio                    | Nomination                | Risultato   |
| ---- | ------------------------- | ------------------------- | ----------- |
| 2011 | Top Country Song          | "The House That Built Me" | Candidato/a |
| 2015 | Top Country Album         | Platinum                  | Candidato/a |
| 2018 | Top Country Female Artist | Miranda Lambert           | Candidato/a |

### Country Music Association
| Year | Award                       | Nomination                                               | Result          |
| ---- | --------------------------- | -------------------------------------------------------- | --------------- |
| 2005 | Horizon Award               | Miranda Lambert                                          | Candidato/a     |
| 2006 | Horizon Award               | Miranda Lambert                                          | Candidato/a     |
| 2007 | Female Vocalist of the Year | Miranda Lambert                                          | Candidato/a     |
| 2008 | Female Vocalist of the Year | Miranda Lambert                                          | Candidato/a     |
| 2008 | Single of the Year          | "Gunpowder & Lead"                                       | Candidato/a     |
| 2009 | Female Vocalist of the Year | Miranda Lambert                                          | Candidato/a     |
| 2010 | Entertainer of the Year     | Miranda Lambert                                          | Candidato/a     |
| 2010 | Female Vocalist of the Year | Miranda Lambert                                          | Vincitore/trice |
| 2010 | Album of the Year           | Revolution                                               | Vincitore/trice |
| 2010 | Musical Event               | "Bad Angel" (con Dierks Bentley e Jamey Johnson)         | Candidato/a     |
| 2010 | Single of the Year          | "The House That Built Me"                                | Candidato/a     |
| 2010 | Music Video of the Year     | "The House That Built Me"                                | Vincitore/trice |
| 2010 | Single of the Year          | "White Liar"                                             | Candidato/a     |
| 2010 | Song of the Year            | "White Liar"                                             | Candidato/a     |
| 2010 | Music Video of the Year     | "White Liar"                                             | Candidato/a     |
| 2011 | Female Vocalist of the Year | Miranda Lambert                                          | Vincitore/trice |
| 2011 | Musical Event of the Year   | "Coal Miner's Daughter" (con Loretta Lynn e Sheryl Crow) | Candidato/a     |
| 2012 | Female Vocalist of the Year | Miranda Lambert                                          | Vincitore/trice |
| 2012 | Song of the Year            | "Over You"                                               | Vincitore/trice |
| 2012 | Music Video of the Year     | "Over You"                                               | Candidato/a     |
| 2013 | Female Vocalist of the Year | Miranda Lambert                                          | Vincitore/trice |
| 2013 | Album of the Year           | Four the Record                                          | Candidato/a     |
| 2013 | Single of the Year          | "Mama's Broken Heart"                                    | Candidato/a     |
| 2013 | Music Video of the Year     | "Mama's Broken Heart"                                    | Candidato/a     |
| 2014 | Entertainer of the Year     | Miranda Lambert                                          | Candidato/a     |
| 2014 | Female Vocalist of the Year | Miranda Lambert                                          | Vincitore/trice |
| 2014 | Single of the Year          | "Automatic"                                              | Vincitore/trice |
| 2014 | Song of the Year            | "Automatic"                                              | Candidato/a     |
| 2014 | Music Video of the Year     | "Automatic"                                              | Candidato/a     |
| 2014 | Album of the Year           | Platinum                                                 | Vincitore/trice |
| 2014 | Vocal Event of the Year     | "We Were Us" (con Keith Urban)                           | Vincitore/trice |
| 2014 | Vocal Event of the Year     | "Somethin' Bad" (con Carrie Underwood)                   | Candidato/a     |
| 2014 | Music Video of the Year     | "Somethin' Bad" (con Carrie Underwood)                   | Candidato/a     |
| 2015 | Entertainer of the Year     | Miranda Lambert                                          | Candidato/a     |
| 2015 | Female Vocalist of the Year | Miranda Lambert                                          | Vincitore/trice |
| 2015 | Video of the Year           | "Little Red Wagon"                                       | Candidato/a     |
| 2016 | Female Vocalist of the Year | Miranda Lambert                                          | Candidato/a     |
| 2017 | Female Vocalist of the Year | Miranda Lambert                                          | Vincitore/trice |
| 2017 | Video of the Year           | "Vice"                                                   | Candidato/a     |
| 2017 | Album of the Year           | The Weight of These Wings                                | Candidato/a     |
| 2017 | Single of the Year          | "Tin Man"                                                | Candidato/a     |
| 2017 | Song of the Year            | "Tin Man"                                                | Candidato/a     |
| 2018 | Female Vocalist of the Year | Miranda Lambert                                          | Candidato/a     |
| 2018 | Single of the Year          | "Drowns the Whiskey" (con Jason Aldean)                  | Candidato/a     |
| 2018 | Song of the Year            | "Drowns the Whiskey" (con Jason Aldean)                  | Candidato/a     |
| 2018 | Musical Event of the Year   | "Drowns the Whiskey" (con Jason Aldean)                  | Candidato/a     |

### Grammy Awards
| Anno | Premio                                 | Nomination                                       | Risultato       |
| ---- | -------------------------------------- | ------------------------------------------------ | --------------- |
| 2007 | Best Female Country Vocal Performance  | "Kerosene"                                       | Candidato/a     |
| 2008 | Best Female Country Vocal Performance  | "Famous in a Small Town"                         | Candidato/a     |
| 2010 | Best Female Country Vocal Performance  | "Dead Flowers"                                   | Candidato/a     |
| 2011 | Best Female Country Vocal Performance  | "The House That Built Me"                        | Vincitore/trice |
| 2011 | Best Country Collaboration with Vocals | "Bad Angel" (con Dierks Bentley e Jamey Johnson) | Candidato/a     |
| 2011 | Best Country Album                     | Revolution                                       | Candidato/a     |
| 2013 | Best Country Album                     | Four the Record                                  | Candidato/a     |
| 2014 | Best Country Solo Performance          | "Mama's Broken Heart"                            | Candidato/a     |
| 2015 | Best Country Solo Performance          | "Automatic"                                      | Candidato/a     |
| 2015 | Best Country Song                      | "Automatic"                                      | Candidato/a     |
| 2015 | Best Country Album                     | Platinum                                         | Vincitore/trice |
| 2015 | Best Country Duo/Group Performance     | "Somethin' Bad" (con Carrie Underwood)           | Candidato/a     |
| 2017 | Best Country Song                      | "Vice"                                           | Candidato/a     |
| 2017 | Best Country Solo Performance          | "Vice"                                           | Candidato/a     |
| 2018 | Best Country Song                      | "Tin Man"                                        | Candidato/a     |
| 2018 | Best Country Solo Performance          | "Tin Man"                                        | Candidato/a     |

- O Music Awards
  - 2013 - Best Interactive Video con Fastest Girl in Town
- CMT Teddy Awards
  - 2012 - Best Breakup Video con Kerosene